# حسین منزوی
حسین منزوی (زادهٔ ۱ مهر ۱۳۲۵ – درگذشتهٔ ۱۶ اردیبهشت ۱۳۸۳) شاعر ایرانی و برگزیده اولین دوره جشنواره بین‌المللی شعر فجر در بخش شعر کلاسیک بود.
او که بیشتر به‌عنوان شاعری غزل‌سرا شناخته شده‌است، در سرودن شعر نیمایی، شعر سپید و ترانه هم تبحر داشت. نقش منزوی، در زنده‌کردن غزل معاصر، چشمگیر ارزیابی شده‌است و حتی بعضی از منتقدان کار او را انقلابی در غزل امروز می‌دانند و آن را با کاری که نیما در تحول شعر فارسی کرد، مقایسه کرده‌اند. وی در ترانه‌سرایی نیز توانا بود و آلبوم نسیما به خوانندگی علیرضا افتخاری از سروده‌های اوست. بسیاری از غزل‌های او توسط خوانندگان مشهوری نظیر: علیرضا افتخاری، کوروش یغمائی، محسن نامجو، همایون شجریان، داریوش اقبالی، محمد نوری و … خوانده شده‌است.

## زندگی
حسین منزوی در یکم مهرماه سال ۱۳۲۵ در شهر زنجان و خانواده‌ای فرهنگی زاده شد. پدرش محمد نام داشت و به ترکی شعر می‌سرود. حسین در زادگاه خود دوران دبستان و دبیرستان را سپری کرد و پس از اخذ دیپلم از دبیرستان صدر جهانِ زنجان، در سال ۱۳۴۴ وارد دانشکدهٔ ادبیات دانشگاه تهران شد. سپس این رشته را رها کرد و به جامعه‌شناسی روی آورد اما این رشته را نیز ناتمام گذاشت.

## فعالیت ادبی
نخستین دفتر شعرش حنجره زخمی تغزل در سال ۱۳۵۰ با همکاری انتشارات بامداد به چاپ رسید و با این مجموعه به‌عنوان بهترین شاعر جوان دوره شعر فروغ برگزیده شد. سپس وارد رادیو و تلویزیون ملی ایران شد و در گروه ادب امروز در کنار نادر نادرپور شروع به فعالیت کرد. وی در زمان فعالیتش در رادیو، مسئولیت نویسندگی و اجرای برنامه‌هایی مانند کتاب روز، یک شعر و یک شاعر، شعر ما و شاعران ما، آیینه و ترازو، کمربند سبز و آیینه آدینه را به‌عهده داشت.
وی چندی نیز مسئول صفحه شعر مجله ادبی رودکی بود.
حسین منزوی دستی هم در ترانه‌سرایی داشت، منزوی در ترانه‌هایش هم به مانند اشعارش نگاه و توجه اصلی‌اش به عشق است و به قول خودش عشق هویت اصلی آثارش است.
پس از انقلاب در سال نخست انتشار مجلهٔ سروش نیز با این مجله و به عنوان مسئول صفحهٔ شعر همکاری داشت.

### آثار دربارهٔ منزوی
یکی از منابع موجود دربارهٔ زندگی حسین منزوی کتاب از عشق تا عشق است که شامل گفت‌وگوی بلند ابراهیم اسماعیلی اراضی (یکی از شاگردانش در سال‌های پایان عمر) با اوست. در این کتاب، خود شاعر به تفصیل دربارهٔ خانواده، سال‌های کودکی و زندگی در روستا، سال‌های مدرسه، دوران دانشگاه و انجمن‌های ادبی تهران سخن گفته‌است.
در کتابی با نام از ترانه و تندر به اهتمام مهدی فیروزیان (انتشارات سخن، ۱۳۹۰) نیز مقالاتی دربارهٔ این شاعر منتشر شده‌است.

### میراث شاعری
محمدعلی بهمنی دربارهٔ منزوی می‌گوید: «اگر بخواهیم غزل بعد از نیما را بررسی کنیم باید بگوییم که هوشنگ ابتهاج در غزل پلی می‌زند و منوچهر نیستانی از این پل عبور می‌کند و ادامه‌دهندهٔ این راه حسین منزوی است که طیف وسیعی را به دنبال خود می‌کشد.»

## زندگی شخصی
حسین منزوی در سال ۱۳۵۴ ازدواج کرد، عمر این ازدواج چندان طولانی نبود و در سال ۱۳۶۰ به جدایی انجامید. حاصل این ازدواج دختری به نام غزل است. منزوی در سال‌های پایانی عمر به زادگاه خود بازگشت و تا زمان مرگ در زنجان باقی ماند.

## درگذشت

آرامگاه حسین منزوی واقع در گورستان پایین شهر زنجان

وی سرانجام در روز شانزدهم اردیبهشت سال ۱۳۸۳ بر اثر نارسایی قلبی و ریوی و پس از یک عمل جراحی طولانی در بیمارستان رجایی تهران درگذشت. علت مرگ او آمبولی ریوی بود. او در کنار آرامگاه پدرش در زنجان (قبرستان پایین) به خاک سپرده شد. در روز خاکسپاری تعداد زیادی از دوستان و طرفدارانش از تهران به زنجان رفته بودند.

## آثار
- با عشق در حوالی فاجعه،[۸] مجموعه غزلی سروده شده از سال ۱۳۶۷ تا ۱۳۷۲
- این ترک پارسی‌گوی (بررسی شعر شهریار)
- از شوکران و شکر، مجموعه غزلی سروده‌شده از سال ۱۳۴۹ تا ۱۳۶۷
- با سیاوش از آتش (گزیده اشعار به انتخاب خود شاعر)
- از ترمه و تغزل، گزیده اشعار، ۱۳۷۶
- از کهربا و کافور[۸]
- با عشق تاب می‌آورم، شامل اشعار سپید و آزاد سروده شده از سال ۱۳۴۹ تا ۱۳۷۲
- به همین سادگی (مجموعه شعرهای سپید)
- این کاغذین جامه، مجموعه برگزیده اشعار کلاسیک
- از خاموشی‌ها و فراموشی‌ها
- حنجرهٌ زخمی تغزل، دفتری از شعرهای آزاد و غزل‌های سروده شده از ۱۳۴۵ تا ۱۳۴۹
- مجموعه اشعار حسین منزوی، انتشارات آفرینش و نگاه، ۱۳۸۸
- حیدر بابا، ترجمه نیمایی از منظومه «حیدر بابایه سلام» سروده «شهریار»
- دومان شامل اشعار ترکی حسین منزوی
- نگاه زیتونی (عاشقانه‌های حسین منزوی)، انتشارات پادینا

ترانه‌ها
- عارف بهترین بهانه
- مرجان سکه ماه

## نمونه اشعار فارسی

### نمونه ای از غزلیات
از مشهورترین غزل‌های او، شعر ماه و پلنگ است که در ذیل می‌خوانید:
| خیال خام پلنگ من به سوی ماه جهیدن بود        |  | ... و ماه را ز بلندایش به روی خاک کشیدن بود |
| پلنگ من - دل مغرورم - پرید و پنجه به خالی زد |  | که عشق - ماه بلند من - ورای دست رسیدن بود   |
| گل شکفته! خداحافظ اگر چه لحظهٔ دیدارت         |  | شروع وسوسه‌ای در من به نام دیدن و چیدن بود   |
| من و تو آن دو خطیم آری موازیان به ناچاری     |  | که هر دو باورمان زآغاز به یکدگر نرسیدن بود  |
| اگر چه هیچ گل مرده دوباره زنده نشد اما       |  | بهار در گل شیپوری مدام گرم دمیدن بود        |
| شراب خواستم و عمرم شرنگ ریخت به کام من       |  | فریبکار دغل‌پیشه بهانه‌اش نشنیدن بود          |
| چه سرنوشت غم‌انگیزی که کرم کوچک ابریشم        |  | تمام عمر قفس می‌بافت ولی به فکر پریدن بود    |

این غزل توسط کوروش یغمایی و علیرضا قربانی خوانده شده‌است.
از زمزمه دلتنگیم، از همهمه بیزاریم
نه طاقت خاموشی، نه میل سخن داریم
آوار پریشانی‌ست، رو سوی چه بگریزیم؟
هنگامه حیرانی‌ست، خود را به که بسپاریم؟
تشویش هزار آیا، وسواس هزار اما
کوریم و نمی‌بینیم، ورنه همه بیماریم
دوران شکوه باغ از خاطرمان رفته‌ست
امروز که صف در صف خشکیده و بی‌باریم
دردا که هدر دادیم آن ذات گرامی را
تیغیم و نمی‌بریم، ابریم و نمی‌باریم
ما خویش ندانستیم بیداریمان از خواب
گفتند که بیدارید؟ گفتیم که بیداریم.
من راه تو را بسته، تو راه مرا بسته
امید رهایی نیست وقتی همه دیواریم
این غزل را علیرضا قربانی و داریوش اقبالی اجرا کرده‌اند.

### نمونه ای از شعرهای آزاد و سپید
من
تو را
برای شعر
برنمی‌گزینم
شعر، مرا
برای تو
برگزیده است
در هشیاری
به سراغت
نمی‌آیم
هر بار
از سوزش انگشتانم
درمی یابم باز،
نام تو را، می‌نوشته‌ام

## نمونه ای از اشعار ترکی
| آچ گؤزون تا یوخودان گول‌لر اویانسین غزلیم      |  | آچ گؤزون تا باخیشیندان گون اوتانسین غزلیم    |
| گؤره بیلمز گؤزه‌لیم آی دا اوزوندن گؤزه‌لی       |  | آیا باخ تا کی حسددن پارالانسین غزلیم         |
| سن اولان یئرده گولوم، گول نه‌دی؟ دور گولشنی گز |  | قوی سنین باشیوه، پروانه دولانسین غزلیم       |
| چیخ چمن سئیرینه، مدهوش ائله سروی، سمنی        |  | قوی آدین عطر کیمین باغدا جالانسین غزلیم      |
| گون نه‌دی؟ آی نه‌دی؟ اولدوز نه‌دی؟ گؤیچک‌لر آدی   |  | سن اولان یئرده گرکدیر قارالانسین غزلیم       |
| قالمیشام، قاشینی، کیپریک‌لرینی، گؤزلرینی       |  | قلمیم هانسینی وصف ائیلیه؟ هانسین؟ غزلیم      |
| سنی آغوشه چئکنده، اوره‌گیمدن، دئیه‌رم           |  | اولا کاش دور زامان، بوردا دایانسین غزلیم     |
| یا دایانسین، یا که هر لحظه‌سی، هر ثانیه‌سی      |  | بیر ایل اولسون، ایلی بیر عؤمر اوزانسین غزلیم |
| سنی هر کیم دیله چالسا، گؤروم آغزی قوروسون     |  | گؤروم آغزیندا عؤمورکن، دیلی یانسین غزلیم     |
| ائلیمین غم‌لری بس‌دیر منه سن آغلاما چوخ         |  | قویما غم‌لر، غمیمین اوسته قالانسین غزلیم      |
| آغلاما، غم یئمه، گول، گول‌لر آچلسین بالا جان   |  | ائله گول تا کی آتان غم‌لری دانسین غزلیم       |